# Mimi Lo
Mimi Lo Man-chong (nacida el 30 de diciembre de 1974) es una actriz, cantante cantopop, actriz y DJ de radio hongkonesa, después de lanzar 11 álbumes de estudio, también apareció en numerosas películas, series de televisión y obras de teatro, actualmente afiliados a la red TVB de Hong Kong.

## Carrera
Ella firmó su contrato con en sello Warner Music de Hong Kong en 1995 y lanzó su primer EP y álbum de estudio, llamando la atención inmediata a la industria de la música con su avance, con su canción titulada, "挑戰者 The Challenger". Ella ganó un disco plata en 1995, otorgada por los premios "Ultimate Song Chart Awards Presentation".
Sin embargo, con las cuestiones del personal con Warner Music en 1996, su segundo álbum fue retrasado indefinidamente. Finalmente fue lanzado en 1997 con poca promoción y fue un fracaso comercial. Esto significó la decadencia de Warner Music Hong Kong. Posteriormente, Lo pidió que fuera lanzado nuevamente firmando contrato con otro sello de "Music Sense". En ese momento, la radio "DJ friends", la invitaron a trabajar en Radio y Televisión de Hong Kong tras una serie de bambalinas como recepcionista y secretaria hasta su restricción de contrato que había terminado. Durante 3 años, Lo admitió que sufrió de depresión como resultado de la crisis de su carrera artística.

## Discografía

### Álbumes
| Año  | Título               | Título en inglés         | Tipo de álbum           | Etiqueta             | Notas                   |
| ---- | -------------------- | ------------------------ | ----------------------- | -------------------- | ----------------------- |
| 1995 | 心軟                 | Tender-Hearted           | Studio EP               | Warner Music         | acreditada como Mia Lo  |
| 1995 | 一生也在等...        | Waiting My Whole Life... | Studio album            | Warner Music         | acreditada como Mia Lo  |
| 1997 | 一顆恨嫁的心         | A Marriage-Hungry Heart  | Studio album            | Warner Music         | acreditada como Mia Lo  |
| 2003 | Mimi Lo 羅敏莊       | Mimi Lo                  | Cover album             | Rock In Records      | Audiophile SACD release |
| 2004 | 這一曲送給你         | This Song is for You     | Cover album             | Rock In Records      | Audiophile SACD release |
| 2006 | 都市戀曲             | Urban Love Songs         | Cover album             | Rock In Records      | Audiophile SACD release |
| 2007 | You're My Everything |                          | Cover album             | Rock In Records      | Audiophile SACD release |
| 2008 | Very Personal        |                          | Cover album             | Rock In Records      | Audiophile SACD release |
| 2009 | 羅敏莊發燒精選       | Mimi Lo Hi-Fi Collection | Cover compilation album | Rock In Records      | Audiophile SACD release |
| 2009 | 楓戀蜜語             | Maple Love, Sweet Words  | Cover album             | New Century Workshop | Audiophile SACD release |
| 2010 | Very Meaningful      |                          | Compilation album       | New Century Workshop |                         |
| 2012 | 我做到               | I Did It                 | Studio album            | New Century Workshop |                         |

## Filmografía

### Motion pictures
- 1997 夜半2點鐘 2:00AM

### Televisión
- 1998 西遊記（貳） Journey to the West II (TVB)
- 2002 雲海玉弓緣 Lofty Waters Verdant Bow (TVB)
- 2004 烽火奇遇結良緣 Lady Fan (TVB)
- 2004 血薦軒轅 Blade Heart (TVB)
- 2004 一屋兩家三姓人 A Handful of Love (TVB)
- 2004 天涯俠醫 The Last Breakthrough (TVB)
- 2006 覆雨翻雲 Lethal Weapons of Love and Passion (TVB)
- 2006 天幕下的戀人 Under the Canopy of Love (TVB)
- 2006 轉世驚情 The Battle Against Evil (TVB)
- 2007 蕭十一郎 Treasure Raiders (TVB)
- 2007 天機算 A Change of Destiny (TVB)
- 2007 緣來自有機 The Green Grass of Home (TVB)
- 2007 兩妻時代 Marriage of Inconvenience (TVB)
- 2008 野蠻奶奶大戰戈師奶 War of In-Laws II (Cameo role) (TVB)
- 2008 古靈精探 D.I.E. (TVB)
- 2008 尖子攻略 Your Class or Mine (TVB)
- 2009 大冬瓜 The Winter Melon Tale (TVB)
- 2009 古靈精探B D.I.E. Again (TVB)
- 2009 美麗高解像 The Beauty of the Game (TVB)
- 2010 五味人生 The Season of Fate (TVB)
- 2010 情人眼裏高一D Don Juan DeMercado (TVB)
- 2010 老公萬歲 My Better Half (TVB)
- 2011 隔離七日情 7 Days in Life (TVB)

### Presentaciones por televisión
- 2010–present 勁歌金曲 Jade Solid Gold (TVB)
- 2010 超級巨聲 The Voice (TVB) - guest presenter (Season 2, Episodes 13-14)
- 2005 東張西望 Scoop (TVB)
- 2001 K-100 (TVB)

### Radio host
- Made in Hong Kong 李志剛 (Made in Hong Kong Lee Chi Kwong) (RTHK 2)
- 人間定格 Happy Hour (People Freeze Frame Happy Hour) (RTHK 2)
- 瘋 Show 快活人 (Crazy Show Happy People) (RTHK 2)
- 倫住嚟試 (Trying One By One) (RTHK 2)

## Premios y nominaiones
| Año  | Premio                                       | Categoría                     | Para                                                                                            | Resultado | Notas        |
| ---- | -------------------------------------------- | ----------------------------- | ----------------------------------------------------------------------------------------------- | --------- | ------------ |
| 1995 | 1995 Ultimate Song Chart Awards Presentation | Most Promising Newcomer Award |                                                                                                 | Ganadora  | Silver Award |
| 2007 | TVB Anniversary Awards (2007)                | Best Supporting Actress       | A Change of Destiny                                                                             | Nominada  |              |
| 2010 | TVB Anniversary Awards (2010)                | Most Improved Female Artist   | The Beauty of the Game, The Season of Fate, Don Juan DeMercado, My Better Half, Jade Solid Gold | Nominada  |              |